# Auberge La Cardinale
L'auberge La Cardinale est une auberge située à Baix, en France.

## Localisation
L'auberge est située sur la commune de Baix, dans le département français de l'Ardèche.

## Historique
L'édifice est inscrit au titre des monuments historiques en 1982.